# Uparta jak Brook
Uparta jak Brook (ang.Brooke Knows Best) – amerykański program reality show.
Premiera pierwszego odcinka w Stanach Zjednoczonych miała miejsce 13 lipca 2008 na kanale VH1. W Polsce emisję show rozpoczęła stacja VH1 Polska 10 września 2008. 9 sierpnia 2009 w Stanach Zjednoczonych zakończono emisję drugiego sezonu.
Brooke Hogan jest córką króla wrestlingu – Hulka Hogana. Przez całe życie doświadczała nadopiekuńczości ze strony ojca, w końcu postanawia wyrwać się z domu rodziców i posmakować życia na własny rachunek oraz według własnych reguł. Wyprowadza się do South Beach w Miami i wraz z dwójką przyjaciół wynajmuje mieszkanie. W każdym odcinku możemy śledzić codzienne życie Brook, rozwój jej kariery muzycznej oraz perypetie uczuciowe. Obecnie emitowany tylko na MTV. Ze względu na pasmo Comedy Central Family, VH1 zaprzestało dalszej emisji tego programu.

## Występują
- Brooke Hogan – amerykańska piosenkarka i tancerka. Córka Hulka Hogana i Lindy Bollea. Wydała dwa solowe albumy.
- Glenn Douglas Packard – jest przyjacielem oraz współlokatorem Brooke. Gleen jest choreografem oraz kierownikiem muzycznym z Clare w Michigan. Przygotowuje choreografię do utworów Brooke. Otwarcie przyznaje, że jest gejem[3].
- Ashley Menendez – druga współlokatorka Brooke. Kiedy Gllen i Brooke nie mogą znaleźć drugiego współlokatora, decydują oboje, że powinna nim zostać przyjaciółka ze szkoły Brooke, Ashley.